# Hughes Aircraft
Pour les articles homonymes, voir Hughes.
Hughes Aircraft Company est une compagnie américaine de construction aérospatiale et de défense fondée par Howard Hughes. Elle construit surtout des prototypes comme le XF-11 ou le Hughes H-4 Hercules. À la mort de Hughes, elle continue à exister et construit l'hélicoptère AH-64 Apache. En 1984, la division Hughes Helicopters est rachetée par McDonnell Douglas, Hughes Space and Communications Company fut repris par Boeing.

## Histoire
En 1932, Howard Hughes constitua Hughes Aircraft Company en tant que division de sa société mère, Hughes Tool Company. Cette nouvelle société était basée au Grand Central Airport à Glendale, Californie.
En 1935 Hughes, avec l'aide de son ingénieur en aviation Glenn Odekirk, mit en chantier le H-1 Racer. Cet appareil fut conçu en incluant les dernières technologies de l'époque : train d'atterrissage rétractable, cockpit clos, rivets poncés. Le H-1 permit de conquérir les records de vitesse durant les quelques années qui suivirent.
Cette grande passion pour l’aéronautique le fit connaitre du grand public après avoir établi plusieurs records de vitesse. Hughes Aircraft Company obtint pendant la Seconde Guerre mondiale plusieurs contrats, dont l’un aboutit à la construction du XF-11, un avion de reconnaissance qui devait avoir une vitesse supérieure aux chasseurs de l’époque. Son crash lors de son vol initial du 7 juillet 1946 mit fin au projet.
Au cours de la Seconde Guerre mondiale, la compagnie conçut et fabriqua de nombreux prototypes dont le célèbre Hughes H-4 Hercules. Cependant les installations industrielles furent principalement utilisées pour la fabrication sous licence. Entre le début et la fin de la guerre, l'effectif de la société passa de quatre personnes à près de 80 000 salariés.

## Hughes Helicopters
En 1947, Howard Hughes redirige les efforts de Hughes Aircraft des avions vers les hélicoptères. En 1948, quand le constructeur d'hélicoptère Kellett Aircraft Co. vend sa dernière conception à Hughes pour la production. Le Hughes XH-17 effectue son premier vol en octobre 1952, mais est un échec commercial. En 1955, Howard Hughes sépare la division Hélicoptère de la société, et la fusionne avec Hughes Tool Company, et la nomme Hughes Tool Company's Aircraft Division. La division Avions se concentre sur la production d'hélicoptères légers, principalement les Hughes 269/300 et OH-6 Cayuse/Hughes 500.

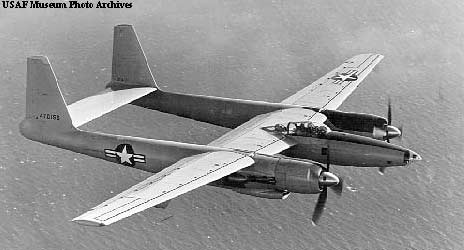
Le XF-11, prototype d'avion de reconnaissance (1946).
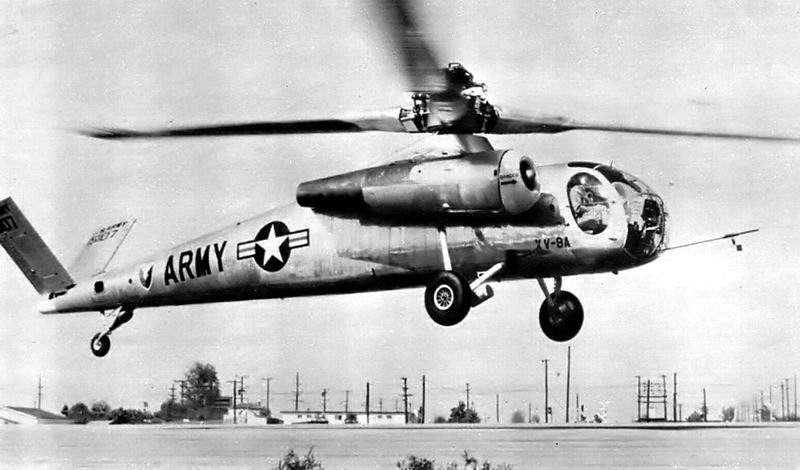
L'hélicoptère Hughes XV-9 (1964).
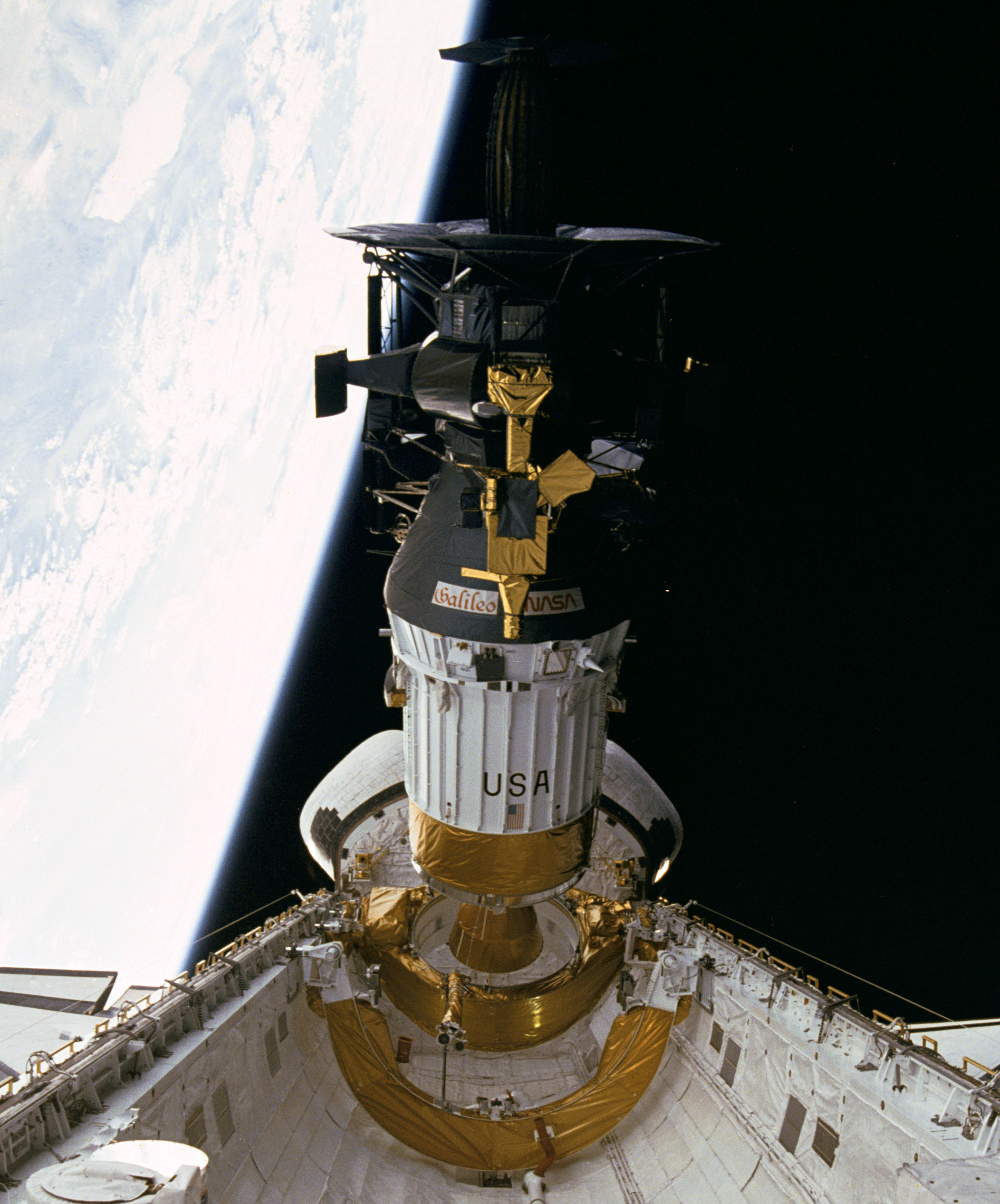
Sonde Galileo de Hughes en cours de déploiement.
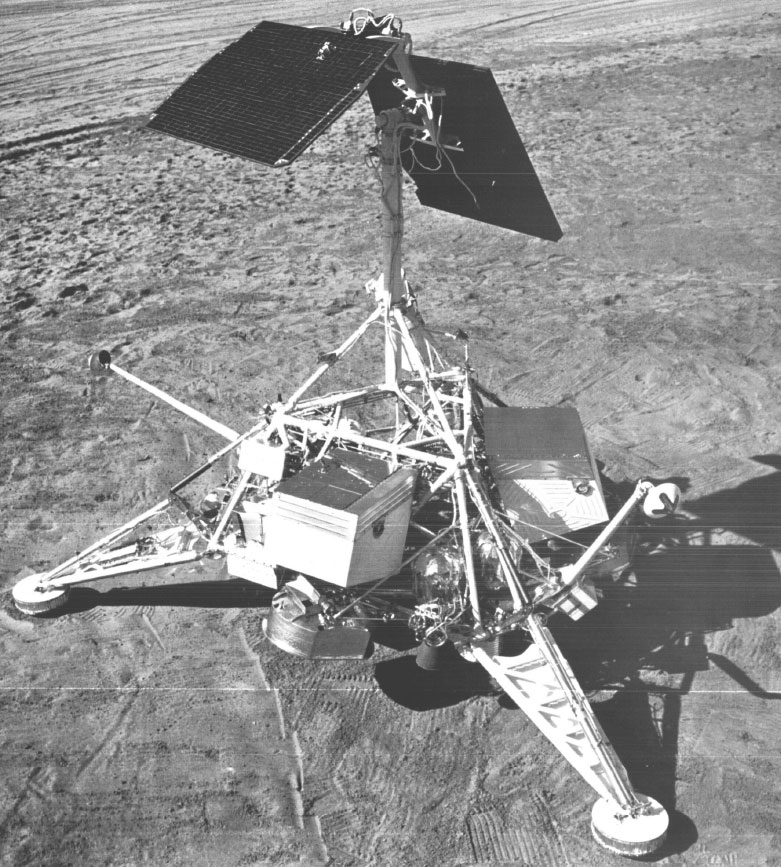
Sonde lunaire Surveyor, fabriquée par Hughes pour la NASA.
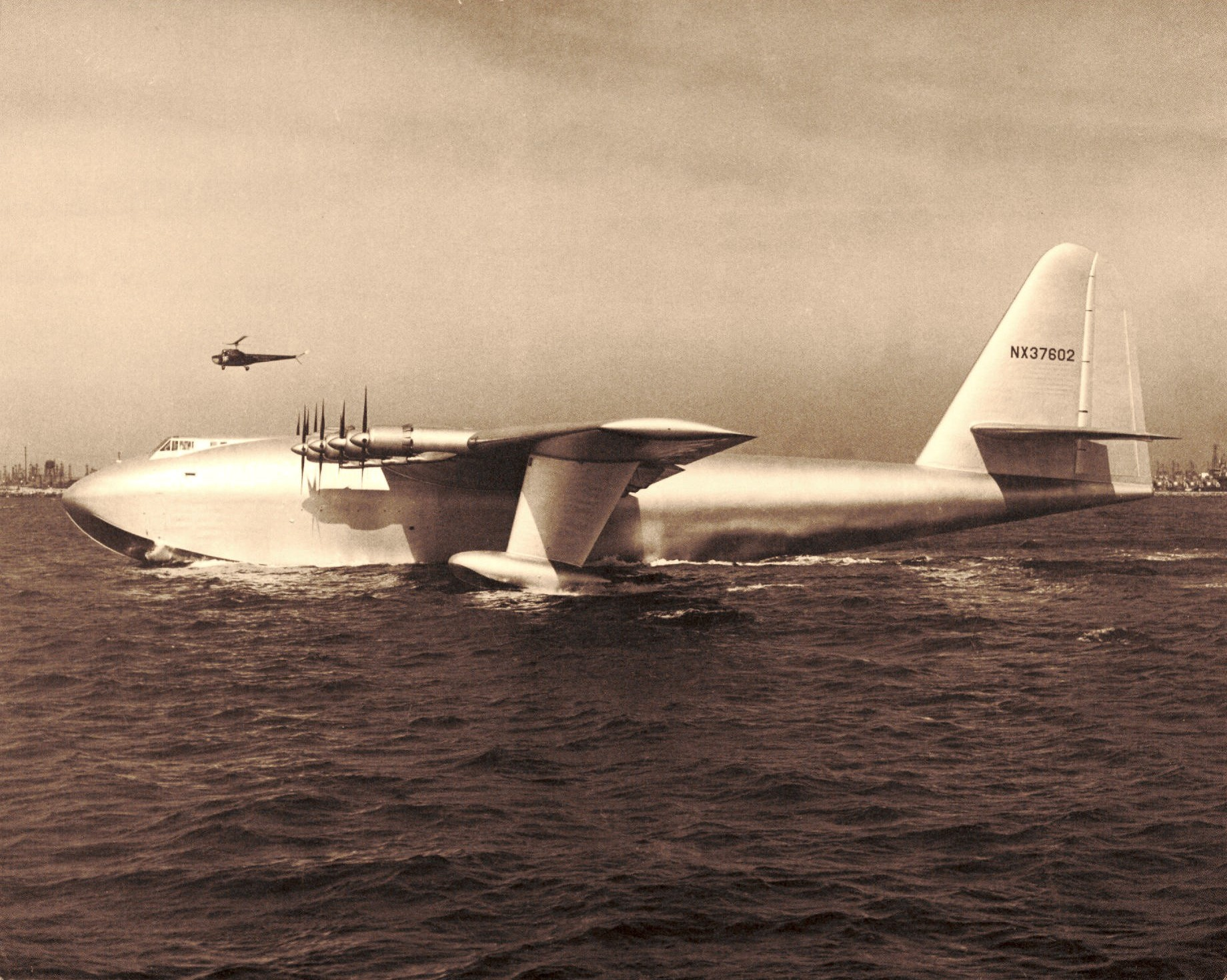
Le Hughes H-4 Hercules.

## Avions militaires
- Hughes D-2 (en)
- Hughes H-1
- Hughes H-4 Hercules
- Hughes XF-11

## Radars
- AN/APQ-181
- ASARS-2 (en)

## Missiles

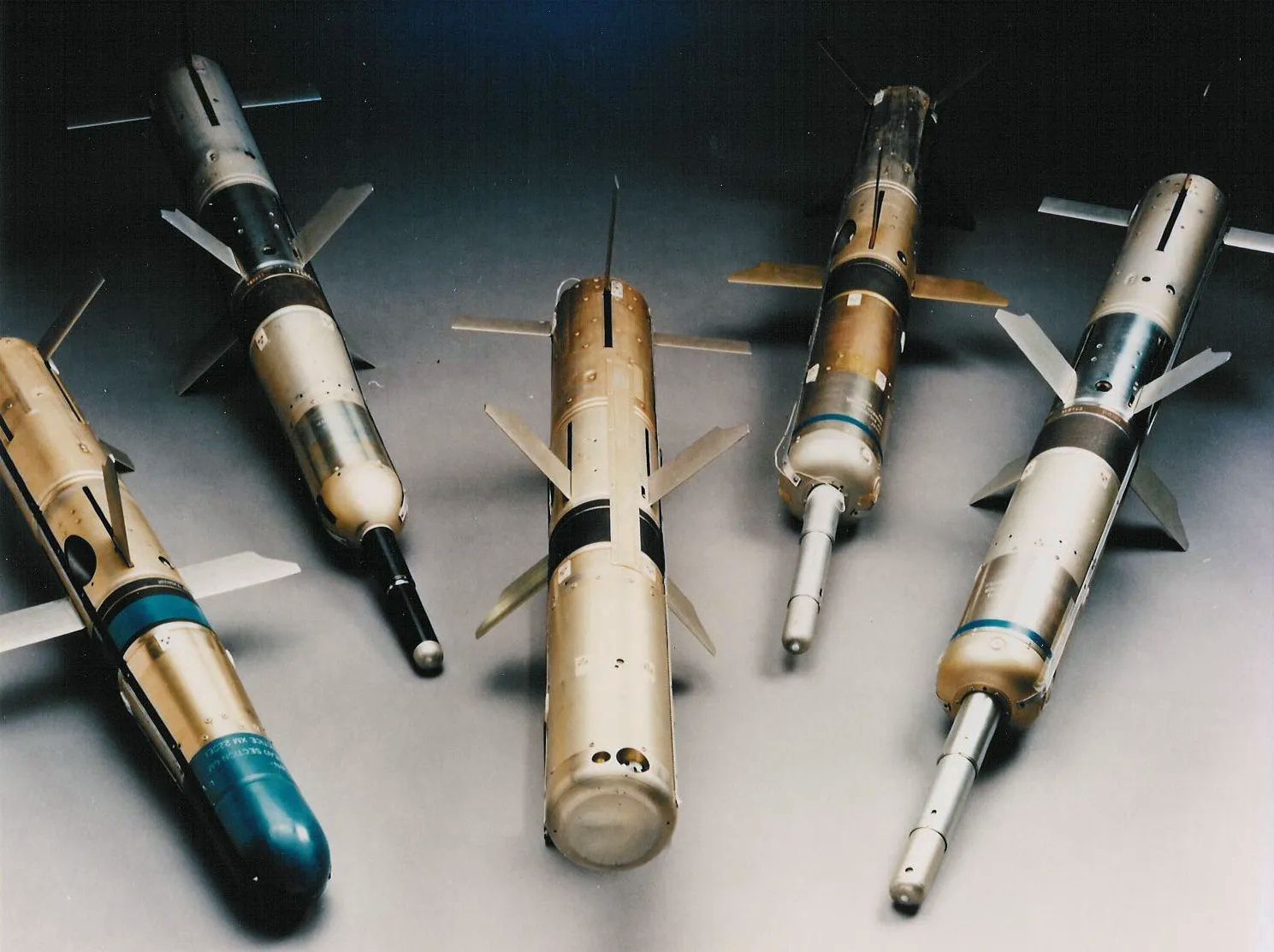
Les différentes version du missile antichars TOW en service dans les années 1980.

- AIM-4 Falcon
  - AIM-26 Falcon
  - AIM-47 Falcon
- AIM-54 Phoenix
- AIM-120 AMRAAM
- AGM-65 Maverick
- BGM-71 TOW
- Brazo

## Sonde spatiale
- HS-333 (en)
  - Anik
- Jarvis (en)
- Magellan
- Morelos
- Paksat-1 (en)
- Pioneer Venus
  - Pioneer Venus Multiprobe
  - Pioneer Venus Orbiter
- Programme Surveyor
  - Surveyor 1
  - Surveyor 2
  - Surveyor 3
  - Surveyor 4
  - Surveyor 5
  - Surveyor 6
  - Surveyor 7